# 虚白ノ夢
『虚白ノ夢』（こはくのゆめ）は、カナヲにより2015年5月4日に公開された探索ホラーADVでRPGツクール VX Aceを用いて制作されたフリーゲームである。2016年8月7日時点での最新バージョンは1.05。シナリオ執筆や2Dグラフィックデザイン、作曲をてがけるフリーランス系クリエイターのカナヲが作成した作品。

## システム
身投げした主人公・碓氷深白が死後の世界を探索して罠を避けつつ、鏡を探すことで記憶を取り戻すゲーム。ダンジョンは2D。カーソルキーで移動を行い、Shiftキーでダッシュする。セーブはセーブポイントのみで行うことができる。エンディングの種類が全部で5種類。そのうちスタッフクレジットが流れるエンディングは3種類存在する。

## 登場人物
＊声はすべてボイスドラマ版
碓氷 深白（うすい みしろ）
声 - 朝樹りさ
花咲 柚（はなさき ゆず）
声 - 甕桃子
千石 良太郎（せんごく りょうたろう）
声 - 内田唯人
日野原 彩人（ひのはら あやと）
声 - 鈴木涼佑
日野原 虚（ひのはら うつろ）
声 - 藤東知夏
碓氷 臨蔵（うすい りんぞう）
声 - 川上貴史
碓氷 珠姫（うすい たまき）
声 - 高瀬朝季
碓氷 真治（うすい しんじ）
声 - 七条亮
千石 知佳（せんごく ちか）
声 - 西川侑津佳
日野原 誠一（ひのはら せいいち）
声 - 川上貴史

## 小説
虚白ノ夢
著：諸口正巳、イラスト：野崎つばた、原作：カナヲ
2016年3月、KADOKAWA/エンターブレインより発売